# Die Rolle (Nienburg)
Der See Die Rolle ist ein natürlicher Binnensee im Landkreis Nienburg/Weser, Niedersachsen. Er liegt linksseitig zur Weser, hat aber keine Verbindung zum Fluss.
Die Rolle ist als Naturbadesee ein offiziell überwachtes Badegewässer. Eine Badeaufsicht und sanitäre Anlagen sind nicht vorhanden. Der See liegt im Fauna-Flora-Habitat (FFH)-Gebiet 289 (Teichfledermausgewässer im Raum Nienburg). Für eine in der Mitte des Sees liegende Insel besteht ein Betretungsverbot.
Der See wird vom Angler-Verein Nienburg/Weser als Angelgewässer genutzt, wegen des FFH-Schutzstatuses allerdings eingeschränkt. Für das Angeln steht eine circa 11 ha große Fläche zur Verfügung. 2010 wurden Aal, Barsch, Brassen, Hecht, Karpfen, Rotauge, Schleie, Wels und Zander aus dem See gemeldet. Ein Teiluferabschnitt an der Südseite gehört zu einem Surf-Club und ist für die Öffentlichkeit gesperrt.